# Arkadiusz Pyrka
Arkadiusz Pyrka (ur. 20 września 2002 w Radomiu) – polski piłkarz występujący na pozycji prawoskrzydłowego w niemieckim klubie FC St. Pauli.  Wychowanek radomskich klubów - Młodzika, Radomiaka oraz Broni. W swojej karierze grał także w Zniczu Pruszków oraz Piaście Gliwice. Obecny młodzieżowy reprezentant Polski. 